# Chute de Phaéton
La Chute de Phaéton est un dessin au fusain sur papier de 31,2 × 21,5 cm réalisé par Michel-Ange vers 1533 et conservé au British Museum de Londres.

## Historique

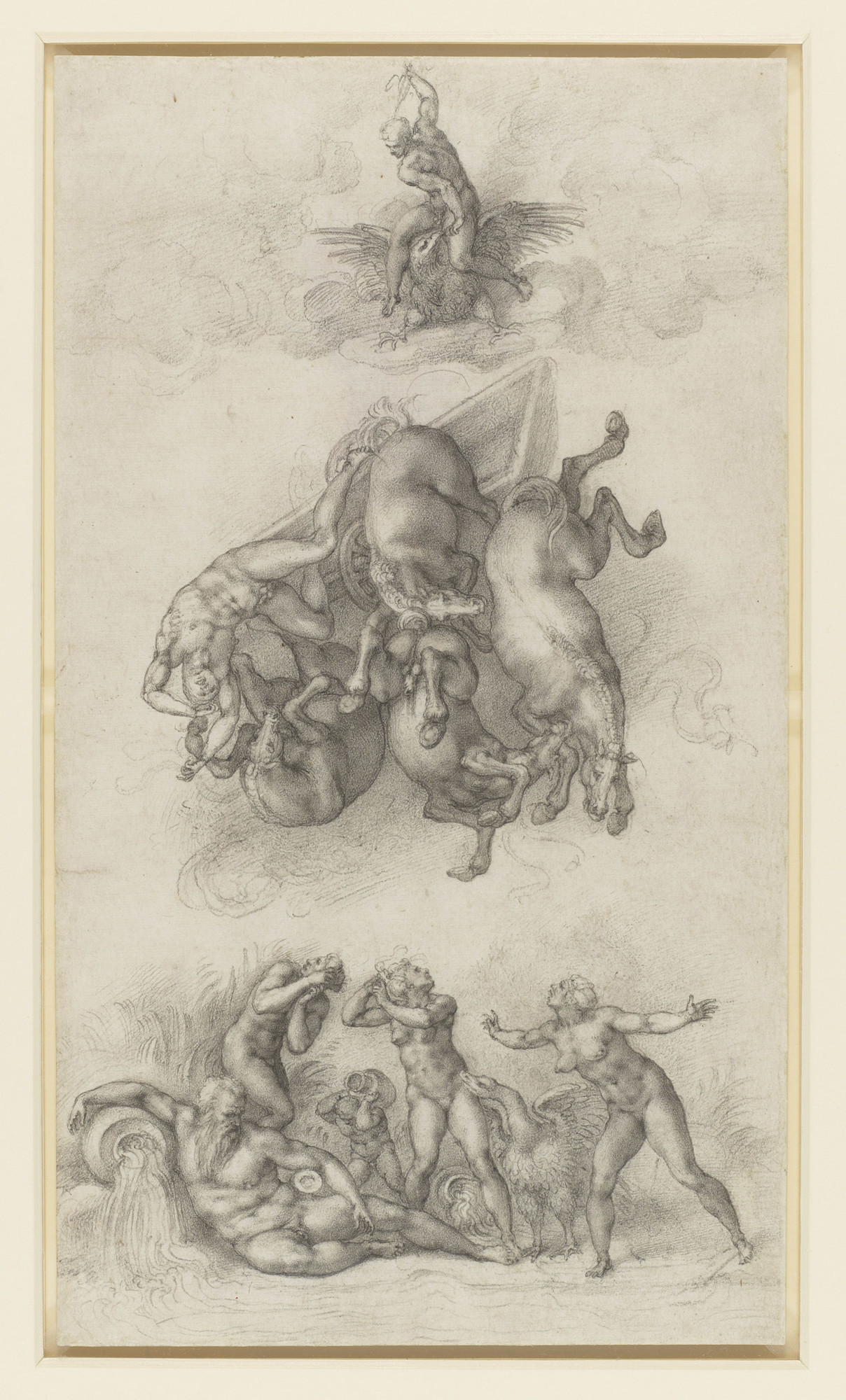
Le feuillet de Windsor.

Le dessin est exécuté pour Tommaso dei Cavalieri, que Michel-Ange a rencontré en 1532. Il existe un seconde feuillet sur ce sujet, conservé dans la Royal Collection au château de Windsor, également réalisé par Michel-Ange à l'intention du jeune artiste, pour lequel il dessine un Viol de Ganymède et d'autres sujets.
Le mythe de Phaéton, tiré des Métamorphoses d'Ovide, est représenté par trois groupes de personnages disposés verticalement : en haut, Zeus lance le foudre pour punir Phaéton, fils d'Apollon, qui avait pris secrètement le char solaire et l'avait fait passer trop près de la Terre, qui s'était embrasée ; au centre, le char, les quatre chevaux qui se débattent, perdus dans les airs, et Phaéton sont sur le point de tomber ; en bas, quatre personnages dans un bosquet, deux des Héliades, qui, regardant le ciel, se désespèrent à la vue de la chute de leur frère et sont transformées en peupliers ; Cycnos, qui détourne son visage derrière ses mains en signe de douleur, et un personnage allongé, observant le ciel, impassible ; le vase renversé près de lui indique qu'il s'agit du dieu fluvial Éridan dans lequel Phaéton est en train de tomber. Dans le feuillet de Windsor la transformation de Cycnos en cygne est plus explicite que celle des filles. 
Au bas de la feuille on lit une dédicace à Tommaso dei Cavalieri, auquel est offert le « dessin de présentation » non terminé ; s'il ne lui plaît pas, Michel-Ange s'engage à en fournir un autre le soir suivant ou à le terminer.
Les critiques se sont demandé si le sujet, habituellement utilisé comme avertissement moral, contenait un message de l'artiste au jeune homme, ou s'il s'agissait d'un pur motif tiré du classicisme.